# Peter Klopčič
Peter Klopčič, kanadsko-slovenski ekonomist, * 1925, † 9. december 2008, Toronto, Kanada.

## Odlikovanja in nagrade
Leta 2005 je prejel častni znak svobode Republike Slovenije z naslednjo utemeljitvijo: »ob 80- letnici za zasluge v dobro slovenske skupnosti v Kanadi ter prispevek pri osamosvojitvi in mednarodnem priznanju Republike Slovenije«.